# Mikizo Ueda
Mikizo Ueda (11. května 1910 – 9. září 2022, Nara) byl japonský veterán z druhé světové války. Po smrti Motoia Fukunišiho 22. srpna 2020 byl nejstarším mužem v Japonsku a po smrti Mollie Walkerové 22. ledna 2022 nejstarším známým veteránem druhé světové války.

## Život
Narodil se ve městě Kjóto jako jediný syn textilního dělníka. Během druhé světové války sloužil v japonském námořnictvu. Na konci války byl svědkem atomového bombardování Hirošimy. Žil a zemřel ve městě Nara.